# Josep Usall Rodié
Josep Usall Rodié   (Alguaire, 26 de gener de 1966) és un investigador català en postcollita de fruites i hortalisses. Actualment és director general de l'IRTA. Enginyer agrònom per la Universitat Politècnica de Catalunya (1991), es va doctorar a la Universitat de Lleida (1995) amb una tesi sobre el control biològic de les podridures en fruita dolça.
Entre 2010 i 2018 va coordinar el programa Fruit.net de la Generalitat de Catalunya, destinat a la millora de la qualitat de fruites i hortalisses mitjançant la reducció de l'aplicació de pesticides i agroquímics. És autor de més de 400 documents tècnics i científics, entre els quals més de 160 articles en revistes indexades. Ha estat membre del consell editorial de la revista internacional especialitzada en postcollita Postharvest Biology and Technology. Actualment també presideix la Societat Catalana de Patologia Vegetal. L'any 2018 va ser nomenat director general de l'IRTA arran d'un concurs públic internacional convocat a l'efecte.